# Carsten Flam

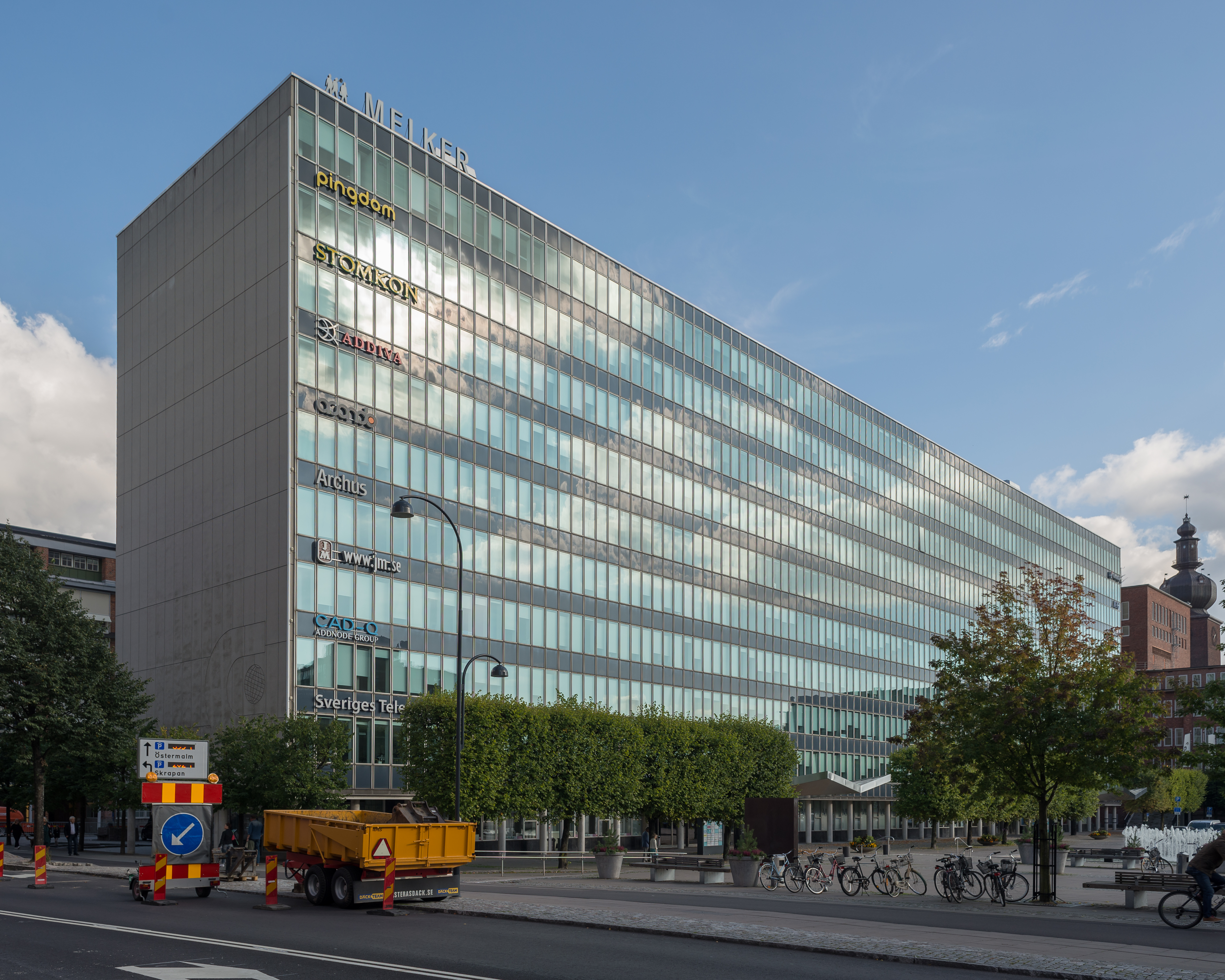
Melkerkontoret, Västerås.

Ove Carsten Flam, född 8 november 1925 i Köpenhamn, död 1 oktober 2022 i Västerås, var en dansk-svensk arkitekt.
Flam, som var son till kamrer Henrik Jensen och Mary Malling-Olsen, avlade studentexamen 1943, byggnadskonstruktörsexamen 1951 och utexaminerades från Kunstakademiets Arkitektskole i Köpenhamn 1954. Han var anställd på olika arkitektkontor i Köpenhamn 1952–1955, varefter han flyttade till Västerås och anställdes på Sven Ahlboms arkitektkontor, där han ritade Melkerkontoret åt ASEA. År 1960 startade han ett eget arkitektkontor tillsammans med makan Kirsten. Makarna ritade ett stort antal mindre hus i Västerås och Enköping. Han ledde också byggnadsingenjörsutbildningen på Zimmermanska skolan, sedermera Wenströmska gymnasiet.